# The End Is Where We Begin
The End Is Where We Begin es el sexto álbum de la banda canadiense de rock Thousand Foot Krutch. Fue lanzado el 17 de abril de 2012. McNevan anunció el título en su cuenta de Twitter. En Soulfest 2011, Thousand Foot Krutch anunció que empezarían a grabar su nuevo álbum el 8 de agosto.  El 29 de noviembre de 2011 anunciaron que saldrían de Tooth & Nail Records para lanzar su álbum de forma independiente. La canción "War of Change" se puso a disposición para su descarga gratuita a principios de diciembre.

## Listado de canciones
| Album release |                             |          |  |
| N.º           | Título                      | Duración |  |
| 1.            | «The Introduction»          | 1:00     |  |
| 2.            | «We Are»                    | 3:18     |  |
| 3.            | «Light Up The Sky»          | 3:59     |  |
| 4.            | «The End Is Where We Begin» | 3:44     |  |
| 5.            | «Let The Sparks Fly»        | 4:06     |  |
| 6.            | «I Get Wicked»              | 3:33     |  |
| 7.            | «Be Somebody»               | 3:42     |  |
| 8.            | «This Is A Warning (Intro)» | 0:46     |  |
| 9.            | «Courtesy Call»             | 3:56     |  |
| 10.           | «War Of Change»             | 3:51     |  |
| 11.           | «Down»                      | 3:27     |  |
| 12.           | «All I Need To Know»        | 4:09     |  |
| 13.           | «Fly On The Wall»           | 4:02     |  |
| 14.           | «So Far Gone»               | 4:29     |  |
| 15.           | «Outroduction»              | 0:37     |  |